# Macrotrachelia
Macrotrachelia is een geslacht van wantsen uit de familie bloemwantsen (Anthocoridae). Het geslacht werd voor het eerst wetenschappelijk beschreven door Odo Reuter in 1871.

## Soorten
Het genus bevat de volgende soorten:

- Macrotrachelia albovittata Champion, 1900
- Macrotrachelia elongata Champion, 1900
- Macrotrachelia nigronitens (Stål, 1860)
- Macrotrachelia nitida Champion, 1900
- Macrotrachelia opacipennis Champion, 1900
- Macrotrachelia thripiformis Champion, 1901